# Max Czeike
Max Czeike (tudi Maks Czeike), slovenski arhitekt, * 12. december 1879, Nový Jičín, Češka (takrat Avstro-Ogrska), † 1945, Slovenija (takrat Demokratična federativna Jugoslavija). 

## Življenjepis
Max Czeike je bil češki Nemec, rojen na Moravskem. V obdobju Avstro-Ogrske se je preselil v Maribor, kjer je leta 1910 postal družabnik v skupnem podjetju z arhitektom Fritzem Friedrigerjem, transilvanskim Avstrijcem, ki se je v Maribor preselil ok. 1894. Medtem ko se je Friedriger po prvi svetovni vojni odselil iz Maribora, je Czeike ostal in s svojim delom še naprej pomembno prispeval k arhitekturni podobi in urbanističnemu razvoju Maribora. Do svoje nasilne smrti je bil državljan Češkoslovaške.   
Po koncu druge svetovne vojne so ga v povojnih pobojih usmrtili na neznanem kraju in se polastili njegovega imetja.

## Delo
Med drugim je izdelal načrt prostorske ureditve mariborskega frančiškanskega pokopališča z opečnatimi arkadami. Po njegovih načrtih so preuredili Langerjevo vilo v otroško dnevno zavetišče in pozneje v mladinski dom (na Ljudskem vrtu). Leta 1928 je z arhitektom Jožetom Jelencem izdelal Regulacijski načrt za Koroško predmestje, leta 1930 pa je izdelal idejni regulacijski načrt ureditve Magdalenskega predmestja. Bil je tudi prijatelj Jožeta Plečnika in je z njim sodeloval. Projektiral je tudi več drugih znanih zgradb v Mariboru, od meščanskih vil do večstanovanjskih zgradb. 
Največ je projektiral v Mariboru, pa tudi drugod po Sloveniji (npr. zgradba Osnovne šole Mežica).